# Okresní soud v Břeclavi
Okresní soud v Břeclavi je okresní soud se sídlem v Břeclavi, jehož odvolacím soudem je Krajský soud v Brně. Rozhoduje jako soud prvního stupně ve všech trestních a civilních věcech, ledaže jde o specializovanou agendu (nejzávažnější trestné činy, insolvenční řízení, spory ve věcech obchodních korporací, hospodářské soutěže, duševního vlastnictví apod.), která je svěřena krajskému soudu.
Soud se nachází v budově bez bariérového přístupu v ulici Národních hrdinů, odloučené pracoviště (pro věci exekuční, dědické a opatrovnické) má v ulici Jana Palacha.

## Soudní obvod
Obvod Okresního soudu v Břeclavi se zcela neshoduje s okresem Břeclav, patří do něj území všech těchto obcí:
Bavory •
Boleradice •
Borkovany •
Bořetice •
Brod nad Dyjí •
Brumovice •
Břeclav •
Březí •
Bulhary •
Cvrčovice •
Diváky •
Dobré Pole •
Dolní Dunajovice •
Dolní Věstonice •
Drnholec •
Hlohovec •
Horní Bojanovice •
Horní Věstonice •
Hrušky •
Hustopeče •
Ivaň •
Jevišovka •
Kašnice •
Klentnice •
Klobouky u Brna •
Kobylí •
Kostice •
Krumvíř •
Křepice •
Kurdějov •
Ladná •
Lanžhot •
Lednice •
Mikulov •
Milovice •
Moravská Nová Ves •
Moravský Žižkov •
Morkůvky •
Němčičky •
Nikolčice •
Novosedly •
Nový Přerov •
Pasohlávky •
Pavlov •
Perná •
Podivín •
Pohořelice •
Popice •
Pouzdřany •
Přibice •
Přítluky •
Rakvice •
Sedlec •
Starovice •
Starovičky •
Strachotín •
Šakvice •
Šitbořice •
Tvrdonice •
Týnec •
Uherčice •
Valtice •
Velké Bílovice •
Velké Hostěrádky •
Velké Němčice •
Velké Pavlovice •
Vlasatice •
Vranovice •
Vrbice •
Zaječí